# Tonči Peribonio
Tonči Peribonio (* 3. Mai 1960) ist ein kroatischer Handballtrainer und ehemaliger Handballspieler.

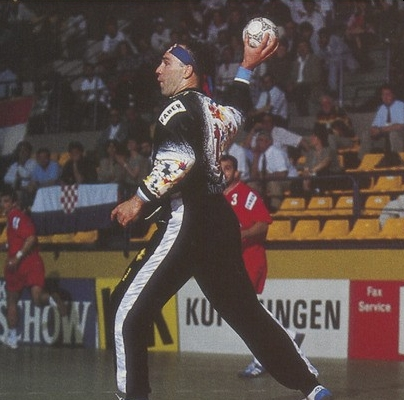
Tonči Peribonio bei der Europameisterschaft 1994.

Während seiner Laufbahn als aktiver Spieler war Peribonio Handballtorwart. Er spielte in der spanischen Liga ASOBAL 1991/92 für Gáldar Tres de Mayo und für den kroatischen Spitzenklub RK Zagreb, mit dem er den Europapokal der Landesmeister 1993 gewann und zweimal kroatischer Meister wurde. Mit Brodomerkur Split nahm er am EHF-Pokal 1997/98 und 1998/99 teil. In Deutschland spielte er für die TSG Balingen, die SG Pforzheim/Eutingen, den TSV Birkenau und ab 2011 beim TSV Wieblingen.
Peribonio arbeitet als Cheftrainer, Torwart- und Jugendtrainer. Er betreute zunächst einen kroatischen Verein, dann den TSV Birkenau, die Damen der HSG Mannheim und seit 2012 die Damen der TSG Ketsch.
Mit der jugoslawischen Juniorennationalmannschaft wurde Peribonio Vize-Weltmeister. Mit der Jugoslawischen A-Nationalmannschaft gewann er den Balkan-Cup sowie die Mittelmeerspiele. Mit der Kroatischen Nationalmannschaft gewann er 1993 erneut die Mittelmeerspiele sowie die Bronzemedaille bei der Europameisterschaft 1994. Insgesamt bestritt Peribonio 150 Länderspiele.
Tonči Peribonio ist verheiratet und hat zwei Söhne. Roko Peribonio ist ebenfalls Handballtorwart und steht bei den Rhein-Neckar Löwen unter Vertrag.